# Pseudhemithea detrita
Pseudhemithea detrita là một loài bướm đêm trong họ Geometridae.